# Catasetum rectangulare
Catasetum rectangulare är en orkidéart som beskrevs av George Francis, Jr. Carr. Catasetum rectangulare ingår i släktet Catasetum och familjen orkidéer.
Artens utbredningsområde är Colombia. Inga underarter finns listade i Catalogue of Life.